# Carcharias tricuspidatus
Carcharias tricuspidatus, conosciuto comunemente come squalo toro indiano, è uno squalo appartenente alla famiglia Odontaspididae.

## Distribuzione e habitat
Questa specie è diffusa nell'Oceano Indiano, dalle acque dell'India e del Pakistan è possibile che si spingano fino all'Australia e alla Cina meridionale.
Abita le acque costiere di baie, golfi e mari bassi.

## Descrizione
Raggiunge una lunghezza massima di 3,7 m.

## Riproduzione
La riproduzione è ovovivipara e gli embrioni si nutrono del loro sacco vitellino e delle altre uova prodotte dalla madre.